# Охотніков Микола Петрович
Микола Петрович Охотников (рос. Никола́й Петро́вич Охо́тников; *5 липня 1937 р., Глибоке, СРСР — 16 жовтня 2017), — радянський і російський оперний співак (бас). Народний артист СРСР (1983). Член КПРС з 1974 року.

## Біографія
Охотніков народився 5 липня 1937 року в селі Глибоке, СРСР (тепер Казахстан).
1974 р. — закінчив Ленінградську консерваторію.
З 1972 р. — соліст Маріїнського театру.
З 1988 р. — професор Ленінградської консерваторії.